# Vlag van Sri Lanka

Vlag van Sri Lanka (ratio 1:2)

Marinevlag van Sri Lanka

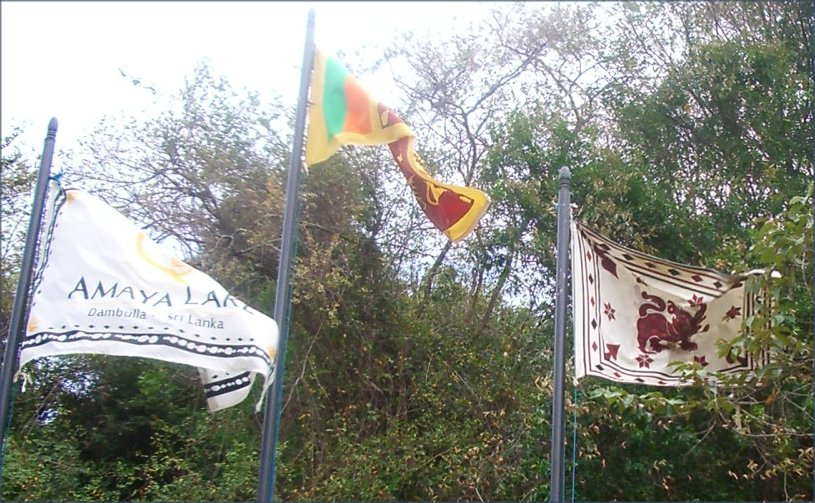
Vlag van Sri Lanka (midden) en die van de Noordelijke Centrale Provincie (rechts).

De huidige vlag van Sri Lanka werd officieel aangenomen op 17 december 1978. De vlag bestaat uit twee delen in een geel kader. Het rechter deel toont een leeuw met een zwaard in een rood veld; de leeuw kijkt naar de hijszijde. In elke hoek van het rode veld staat een blad van de bodhiboom afgebeeld. Het linker deel bestaat uit twee verticale banen in de kleuren groen (links) en oranje.
De marine van het land gebruikt een witte vlag met in het kanton de nationale vlag.

## Symboliek
Alle elementen van de vlag van Sri Lanka hebben een symbolische betekenis. De leeuw staat voor de Singalezen, die de meerderheid van de bevolking uitmaken en in merendeel boeddhistisch zijn. De (bladeren van de) bodhiboom zijn heilig in het boeddhisme; zij representeren de invloed van deze godsdienst op de maatschappij en staan ook voor de vier verheven geestestoestanden: vriendelijkheid, compassie, vreugdevolle appreciatie en evenwichtigheid. Tevens symboliseren zij de vier grootste religies van Sri Lanka, te weten het boeddhisme, het hindoeïsme, het christendom en de islam.
Het zwaard dat de leeuw vasthoudt staat voor de onafhankelijkheid van het land. De staart van de leeuw symboliseert het edele achtvoudige pad van het boeddhisme. De manen van de leeuw staan voor wijsheid, religiositeit en meditatie, zijn baard staat voor de puurheid van woorden en zijn neus voor intelligentie. Het handstuk van het zwaard symboliseert de elementen vuur, water, lucht en aarde. 
De niet-boeddhisten zijn behalve door de vier bladeren ook op een andere wijze vertegenwoordigd in de vlag: de oranje baan symboliseert de hindoeïstische Tamil-minderheid, de groene baan de moslims en het gele kader de andere minderheden.

## Geschiedenis
Zoals afgebeeld op een muurschildering in Grot nr. 2 in Dambulla Viharaya, wordt koning Dutugemunu op zijn campagne tegen Ellalan - een binnenvallende Zuid-Indiase heerser - in 162 v.Chr. afgebeeld met een vaandel met daarop een leeuwenfiguur die een zwaard in zijn rechter voorpoot draagt, een symbool van de Zon en een van de Maan. Deze vlag stond bekend als de enige oude afbeelding van de leeuwenvlag van de Singalezen, maar in 1957 werd het leeuwenfiguur erop onleesbaar gemaakt door een vandaal.
Dit basisontwerp bleef in gebruik tot 1815, toen de Kandyan Conventie een einde maakte aan de heerschappij van de laatste inheemse monarch van het land, Sri Vikrama Rajasinha, en zijn koninklijke standaard (gebruikt als de Vlag van het Koninkrijk Kandy) verving door de Union Jack als de aanvaarde vlag van de natie. De regering van Brits-Ceylon stelde later haar eigen vlag op, terwijl de standaard van Sri Vikrama Rajasinha werd meegenomen naar Engeland en bewaard in het Koninklijk Hospitaal van Chelsea.
Toen de onafhankelijkheidsbeweging in Sri Lanka aan het begin van de 20e eeuw aan kracht won, ontdekten E. W. Perera en D. R. Wijewardena de originele Leeuwinnenvlag in Chelsea. Een foto ervan werd gepubliceerd in Dinamina, in een speciale uitgave ter ere van een eeuw sinds het verlies van het zelfbestuur en de Sri Lankaanse onafhankelijkheid. De vlag wekte veel belangstelling van het publiek dat, voor het eerst sinds de val van het Kandyan Koninkrijk, het eigenlijke ontwerp had gezien.
Parlementslid voor Batticaloa, Mudaliyar A. Sinnalebbe, stelde op 16 januari 1948 in het parlement voor om de Leeuwenvlag te accepteren als nationale vlag. In 1948 werd de vlag aangenomen als nationale vlag van de Dominion of Ceylon. De vlag onderging twee veranderingen: één in 1953 en een herontwerp in 1972. Een opvallend kenmerk van de aanpassing van de Kandyaanse standaard in 1972 was de vervanging van de vier speerpunten op de hoeken van de vlag door vier boombladeren, een ontwerpkeuze die werd gemaakt onder leiding van Nissanka Wijeyeratne, Permanent Secretaris van het Ministerie van Culturele Zaken en Voorzitter van de Nationale Embleem- en Vlaggenontwerpcommissie.

Monarchaal Sri Lanka
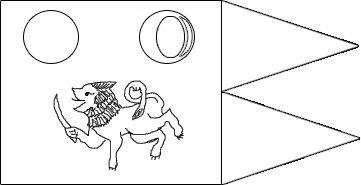
?Vlag van Dutugamunu, Anuradhapura periode
?Vlag van het Koninkrijk Gampola, ca. 1341-1408
?Vlag van het Koninkrijk Kotte, ca. 1412-1597
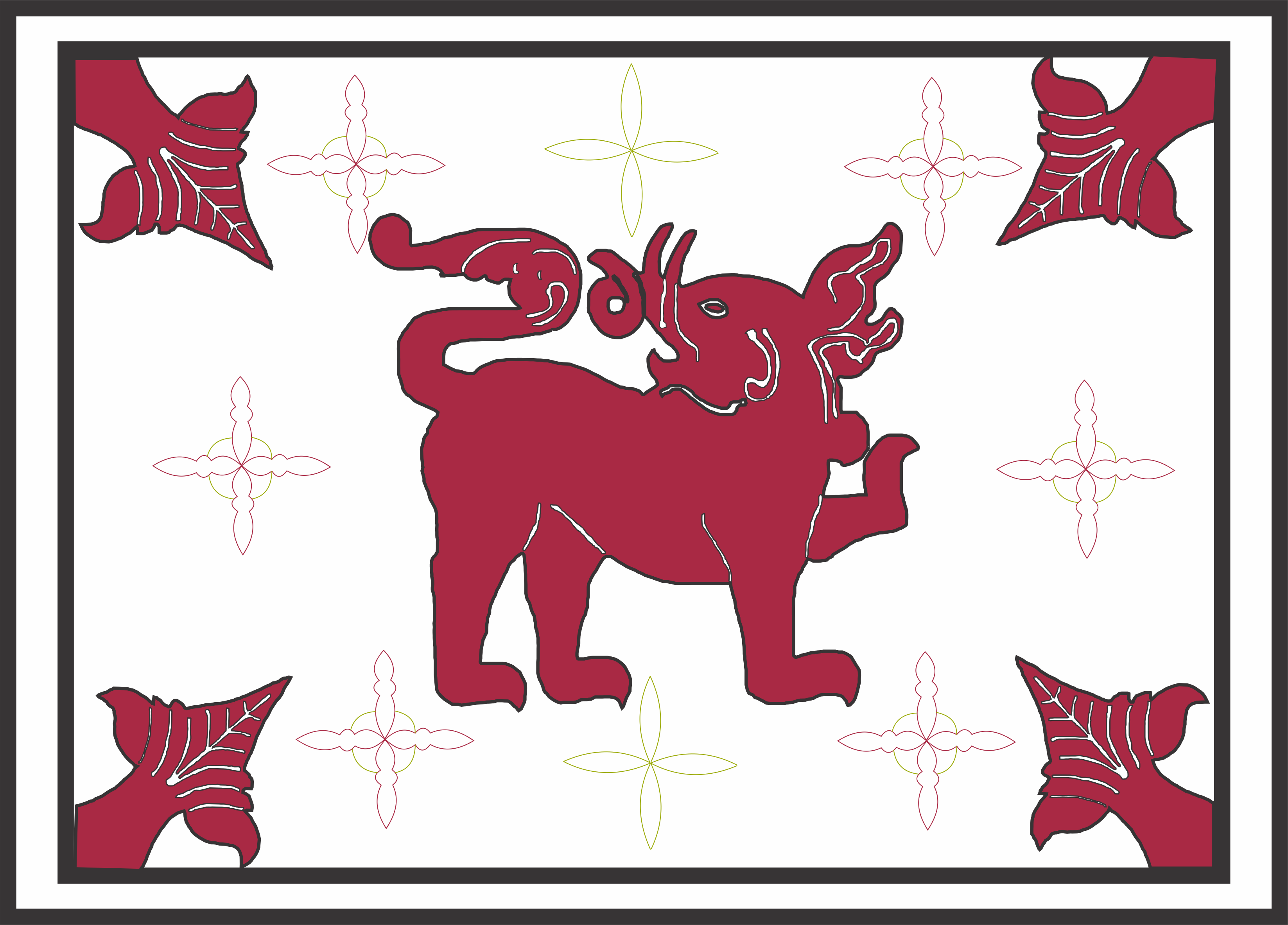
?Vlag van het Koninkrijk Sitawaka, ca. 1521-1594
?Standaard van Sri Vikrama Rajasinha van Kandy, gebruikt als de vlag van het Koninkrijk Kandy, ca. 1798-1815

Brits-Ceylon
?Vlag van Brits-Ceylon, 1815–1875
?Vlag van Brits-Ceylon, 1875–1948

Sri Lanka (sinds 1948)
?Vlag van het Dominion Ceylon, 1948–1951
?Vlag van her Dominion Ceylon (vergelijkbaar met huidige), 1951–1972